# Dirk Looschelders
Dirk Looschelders (* 21. Oktober 1960 in Lüchow (Wendland)) ist ein deutscher Rechtswissenschaftler. Er ist seit 1999 Inhaber des Lehrstuhls für Bürgerliches Recht, Privatversicherungsrecht, Internationales Privatrecht, Rechtsvergleichung und Rechtstheorie an der Universität Düsseldorf.

## Leben
Looschelders studierte ab 1982 Rechtswissenschaften an der Universität Mannheim, wo er 1987 die erste Staatsprüfung ablegte. 1990 bestand er das Assessorexamen und wurde wissenschaftlicher Assistent an der Universität Mannheim. 1995 promovierte und 1998 habilitierte er sich ebenfalls in Mannheim. Nach kurzer Zeit als Privatdozent in Mannheim übernahm er 1999 in Heidelberg eine Lehrstuhlvertretung, bevor er ebenfalls 1999 einen Ruf nach Düsseldorf erhielt. Rufe an die Universitäten Köln und Mannheim in den Jahren 2007 und 2008 lehnte er ab.

## Veröffentlichungen (Auswahl)
- Die Anpassung im internationalen Privatrecht. Zur Methodik der Rechtsanwendung in Fällen mit wesentlicher Verbindung zu mehreren nicht miteinander harmonierenden Rechtsordnungen. Müller, Heidelberg 1995, ISBN 978-3-8114-1596-6 (Dissertation).
- mit Wolfgang Roth: Juristische Methodik im Prozess der Rechtsanwendung - zugleich ein Beitrag zu den verfassungsrechtlichen Grundlagen von Gesetzesauslegung und Rechtsfortbildung. Duncker und Humblot, Berlin 1996, ISBN 978-3-428-08722-8.
- Die Mitverantwortlichkeit des Geschädigten im Privatrecht. Mohr Siebeck, Tübingen 1999, ISBN 978-3-16-147168-1 (Habilitationsschrift).
- Internationales Privatrecht - Art. 3-45 EGBGB. Springer, Berlin 2004, ISBN 978-3-540-40712-6.
- mit Petra Pohlmann (Hrsg.): Versicherungsvertragsgesetz - Kommentar. 3. Auflage. Carl Heymanns Verlag, Köln 2016, ISBN 978-3-452-28618-5.
- mit Christina Paffenholz: Versicherungsvertragsrecht. 2. aktualisierte  Auflage. Kohlhammer, Stuttgart 2019, ISBN 978-3-17-033971-2.
- Schuldrecht - Allgemeiner Teil. 18., neu bearbeitete  Auflage. Vahlen, München 2020, ISBN 978-3-8006-6307-1.
- Schuldrecht - Besonderer Teil. 16. Auflage. Vahlen, München 2021, ISBN 978-3-8006-6394-1.